# Pépin-Test
Der Pépin-Test ist ein Primzahltest für Fermat-Zahlen. Er prüft, ob natürliche Zahlen der Form
{\displaystyle F_{k}:=2^{2^{k}}+1}
prim sind oder nicht. Grundlage für den Pépin-Test sind Arbeiten von Théophile Pépin (1826–1904), François Proth (1852–1879) und Édouard Lucas.

## Funktionsweise
Der Test beruht auf folgendem Satz:
Fk ist für k ≥ 1 genau dann eine Primzahl, wenn die Kongruenz
{\displaystyle 3^{(F_{k}-1)/2}\equiv -1\mod F_{k}}
erfüllt ist.
Da F0 = 3 ist, gilt der Satz nicht für k = 0. Für k = 1 ist Fk = 5 und es gilt
32 = 9 ≡ −1 mod 5. Zur Berechnung für größere k verwendet man den Modulo-Befehl schon in den Zwischenschritten, wie im untenstehenden Beispiel illustriert wird.

## Beweis des Satzes
„{\displaystyle \Rightarrow }“: Ist für ein k ≥ 1 die Fermat-Zahl Fk prim, so gilt nach dem Eulerschen Kriterium für das Legendre-Symbol die Kongruenz
{\displaystyle 3^{(F_{k}-1)/2}\equiv \left({\frac {3}{F_{k}}}\right)\mod F_{k}} .
Aufgrund des quadratischen Reziprozitätsgesetzes gilt
{\displaystyle \left({\frac {3}{F_{k}}}\right)=\left({\frac {F_{k}}{3}}\right)=\left({\frac {2}{3}}\right)=-1} .
Hierbei werden die Kongruenzen Fk ≡ 1 mod 4 und Fk ≡ 2 mod 3 (mit Induktion zu zeigen) benutzt. Damit ist der Beweis in einer Richtung erbracht.
„{\displaystyle \Leftarrow }“: Nehmen wir umgekehrt an, dass
{\displaystyle 3^{(F_{k}-1)/2}\equiv -1\mod F_{k}}
gilt, so folgt durch Quadrieren
{\displaystyle 3^{F_{k}-1}\equiv 1\mod F_{k}} .
Nach dem verbesserten Lucas-Test folgt, dass Fk prim ist.
Die Anwendung des verbesserten Lucas-Tests ist in diesem Fall besonders einfach, da Fk – 1 nur einen Primteiler, nämlich die 2, hat.

## Beispiel
Als Beispiel zeigen wir mit Hilfe des Pépin-Tests, dass F3 = 28 + 1 = 257 eine Primzahl ist. Wir berechnen 3128 mod 257 schrittweise und erhalten 3128 ≡ −1 mod 257:
38 = 6561 ≡ –121 mod 257,

→ 316 ≡ (–121)2 ≡ –8 mod 257,

→ 332 ≡ (–8)2 ≡ 64 mod 257,

→ 364 ≡ 642 ≡ –16 mod 257,

→ 3128 ≡ (–16)2 = 256 ≡ –1 mod 257.